# 貝爾海崖
84°4′S 170°0′E / 84.067°S 170.000°E
貝爾海崖是南極洲的海崖，位於沙克爾頓海岸的比爾德摩爾冰川西面，處於加拉德冰川終點以北，現時由南極條約體系管理。